# Aristolochia serpentaria
Aristolochia serpentaria là một loài thực vật có hoa trong họ Aristolochiaceae. Loài này được L. mô tả khoa học đầu tiên năm 1753.